# Featherdale Wildlife Park
Featherdale Wildlife Park är en djurpark i utkanten av Sydney som främst är inriktad på djur från Australien.
Året 2018 levde i parken ungefär 1700 djur från cirka 300 olika arter. Här visas bland annat vombater, tasmansk djävul, dingo och olika pingviner. Besökarna får gå in i buren för koala, vallabyer och andra kängurudjur. I kräldjursavdelningen hittas fyra meter långa deltakrokodiler och australiska arter av varaner (har i Australien namnet goanna) som är landets största ödlor. Omfattande är dessutom avdelningen med papegojfåglar och andra färgglada fåglar. Djurparken fick delstaten New South Wales' turismpris.